# Travunijana gloeri
Travunijana gloeri – gatunek ślimaków z rzędu Littorinimorpha i rodziny źródlarkowatych.
Gatunek ten opisany został po raz pierwszy w 2019 roku przez Jozefa Grego. Jako miejsce typowe wskazano źródło Vrijeka w Dabarskim polju koło Bijeljani w Bośni i Hercegowinie. Epitet gatunkowy nadano na cześć Petera Glöera, niemieckiego specjalisty od bałkańskich ślimaków.
Ślimak ten osiąga do około 3,4 mm wysokości i do około 2 mm szerokości muszli, której barwa jest żółtawo-rogowa, a powierzchnia gładka i połyskująca. Na skrętkę muszli składa się około 4,5 wypukłych skrętów oddzielonych słabo wgłębionymi szwami. Występują również rozmieszczone blisko siebie i słabo zaznaczone żeberka osiowe. Szczyt muszli jest stępiony i spłaszczony. Dołek osiowy jest zamknięty. Kształt ujścia jest asymetryczny, wydłużony, owalny.
Gatunek ten jest endemitem gminy Bileća w Republiki Serbskiej w Bośni i Hercegowinie, znanym tylko ze źródła Vrijeka w Dabarskim polju oraz estaweli Obod w Fatničkim polju. Mięczak ten zasiedla bentos źródeł. Należy do zdrapywaczy żerujących na peryfitonie.